# Iglesia de San Albano (Copenhage)
La iglesia de San Albano, a la que se suele llamar simplemente Iglesia Inglesa, es una iglesia anglicana de Copenhague, Dinamarca. Se construyó entre 1885 y 1887, dedicada a la creciente congregación inglesa de la ciudad. Diseñada por Arthur Blomfield como una tradicional iglesia parroquial inglesa de estilo gótico, se encuentra en un tranquilo parque al final de Amaliegade, en la parte norte del centro de la ciudad, junto a la ciudadela Kastellet y la fuente Gefion y Langelinie.
La iglesia es parte de la Diócesis de la Iglesia de Inglaterra en Europa. Está dedicada a San Albano, el primer mártir de Gran Bretaña .

## Historia

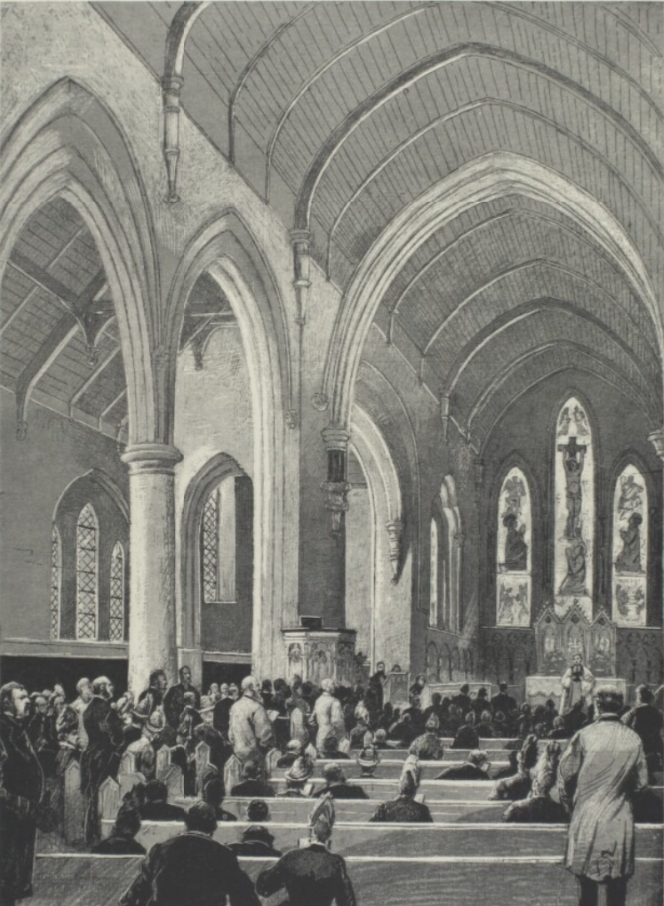
El interior de la iglesia visto en un dibujo de Knud Gamborg de 1887

La primera comunidad británica importante en La primera comunidad británica de tamaño considerable en Dinamarca se estableció en Elsinore a principios del siglo XVI. La ciudad era un importante centro logístico para la recaudación de los peajes del Sund. La primera en llegar fue una comunidad de escoceses que tenía un altar escocés dedicado a San Jacobo, San Andrés y el escocés San Ninian en la iglesia local de San Olaf. El altar se ha trasladado ahora al Museo Nacional de Dinamarca. Gran parte del tráfico del Øresund era británico (en 1850, 7.000 de los 20.000 barcos que pasaban por allí eran británicos) y, con el paso del tiempo, se establecieron en Elsinore muchas agencias marítimas inglesas. Incluso había allí un cónsul británico, mientras que Copenhague sólo tenía un vicecónsul. Sin embargo, en virtud de la Ley del Rey de 1665, que había instituido el absolutismo en Dinamarca, el luteranismo era la única fe autorizada a celebrar servicios religiosos en Dinamarca. Durante la segunda mitad del siglo XVIII, cada vez más confesiones extranjeras obtuvieron exenciones reales a esta prohibición.
Hasta el siglo XIX, la comunidad inglesa de Copenhague creció a medida que aumentaba la importancia de la ciudad como centro comercial. Desde 1834, una congregación inglesa celebraba servicios religiosos en habitaciones alquiladas en Store Kongensgade, cerca de Kongens Nytorv. La congregación ambicionaba construir su propia iglesia y en 1854 se creó un Comité de Construcción de Iglesias, pero no pudo encontrar los medios necesarios para el proyecto. En 1864, se hizo un llamamiento al entonces Príncipe de Gales, y su consorte, la Princesa Alexandra, nacida en Dinamarca, se encargó de ayudar. Consiguió recaudar fondos y proporcionar un lugar muy atractivo para su construcción cuando convenció al Ministerio de Guerra danés para que autorizara la construcción de la iglesia en la explanada de la ciudadela de Kastellet.
La primera piedra de la iglesia de St. Albano se colocó el 19 de septiembre de 1885. La iglesia fue diseñada por Arthur Blomfield. Se consagró dos años después, el 17 de septiembre de 1887. El día de la inauguración estuvo presente un gran despliegue de la realeza europea, incluidos los príncipes de Gales, el rey Christian IX y la reina consorte Luisa de Dinamarca, el zar Alejandro III y la zarina María Feodorovna de Rusia y Jorge I y Olga de Grecia. Al igual que la princesa Alexandra, tanto Jorge I como María Feodorovna eran daneses de nacimiento, hijos de los reyes daneses. También estuvieron presentes todo el cuerpo diplomático, ministros, representantes del ejército y la marina, funcionarios eclesiásticos y sacerdotes griegos, rusos y católicos. Tras la consagración, los Príncipes de Gales ofrecieron un almuerzo a bordo del yate real HMY Osborne al que fueron invitados todos los que habían estado estrechamente relacionados con la realización del templo.

## Arquitectura

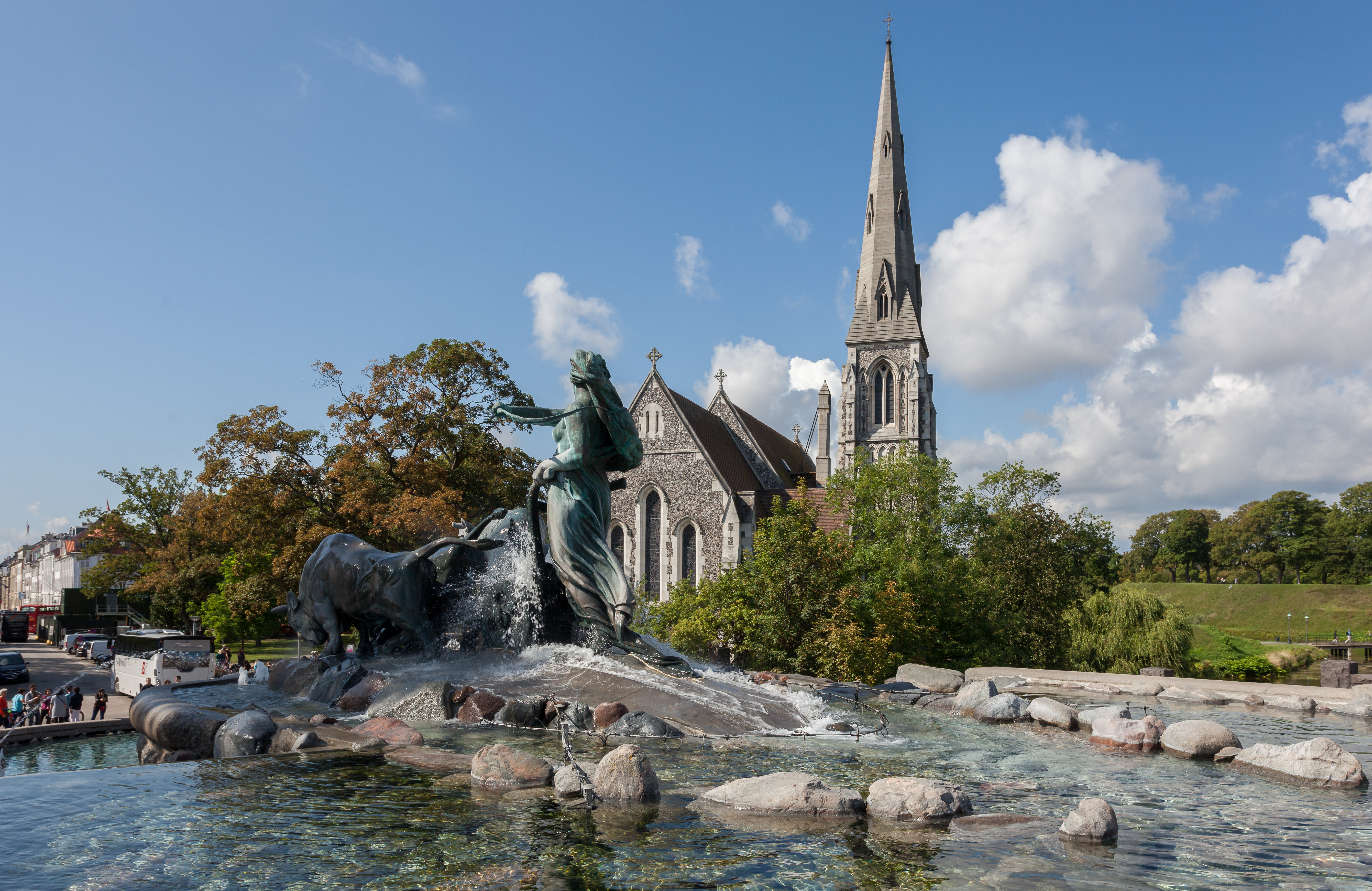
La iglesia con la Fuente Gefion en primer plano

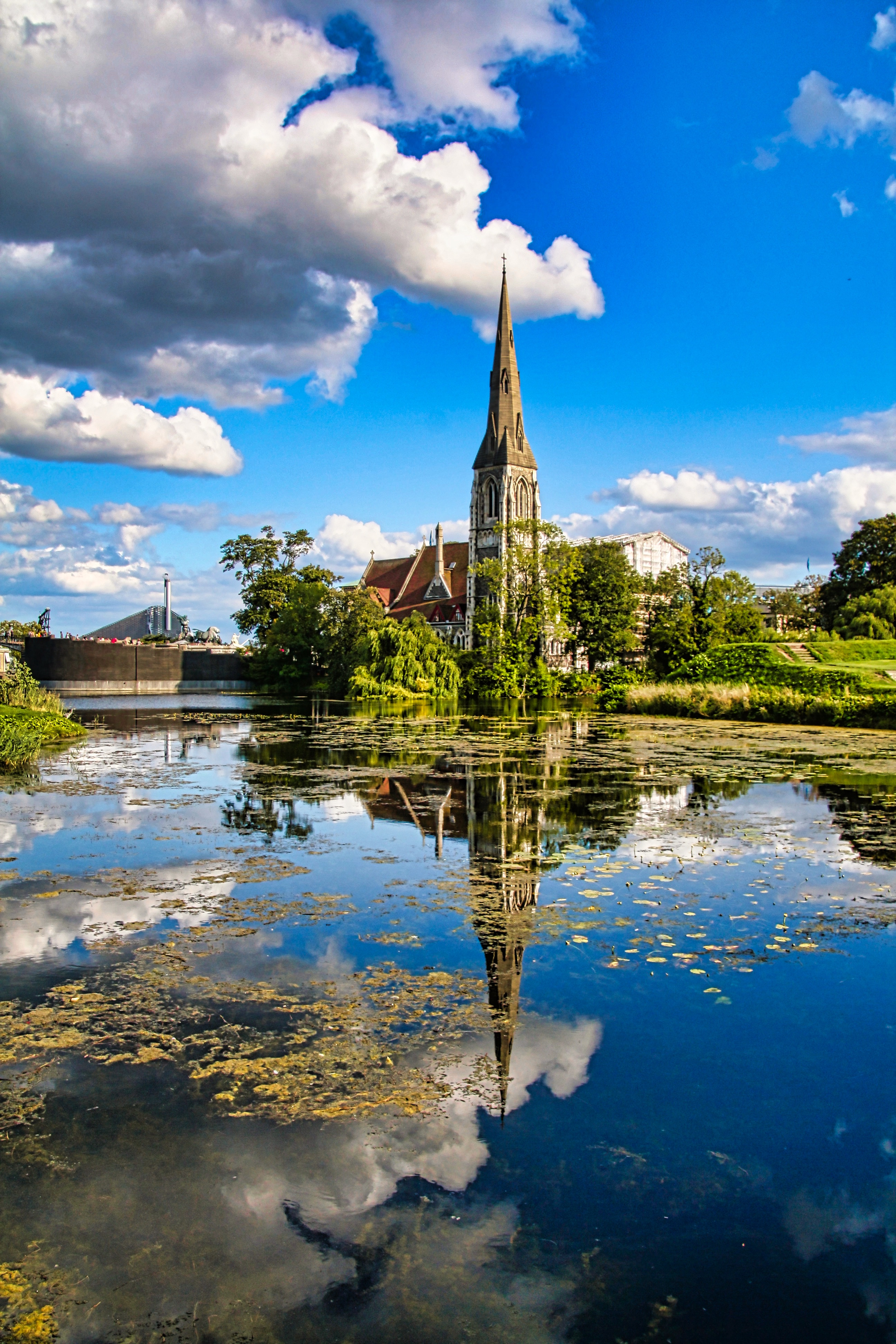
Iglesia de St Albano vista desde el puente Kastellet

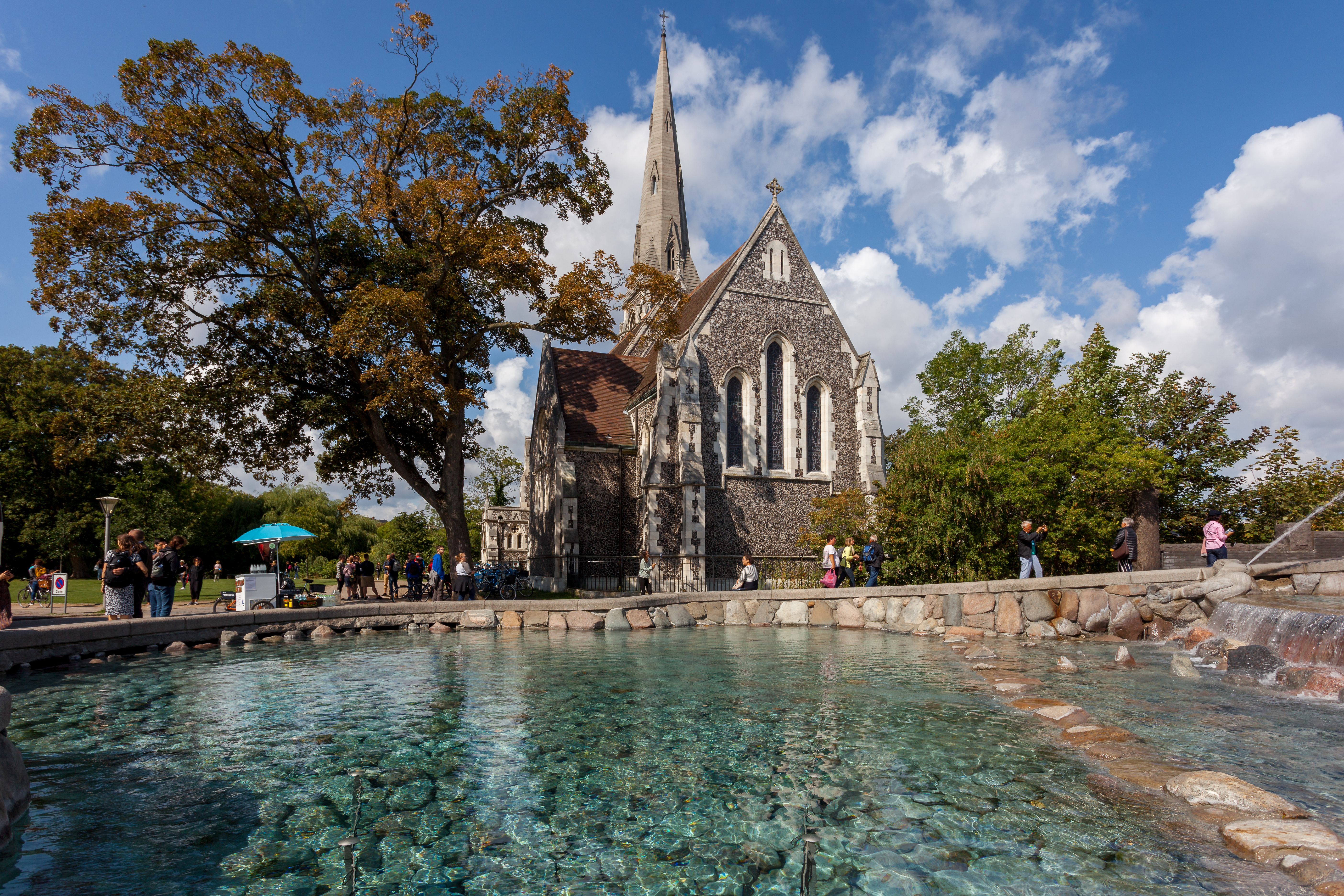
la iglesia de San Albano

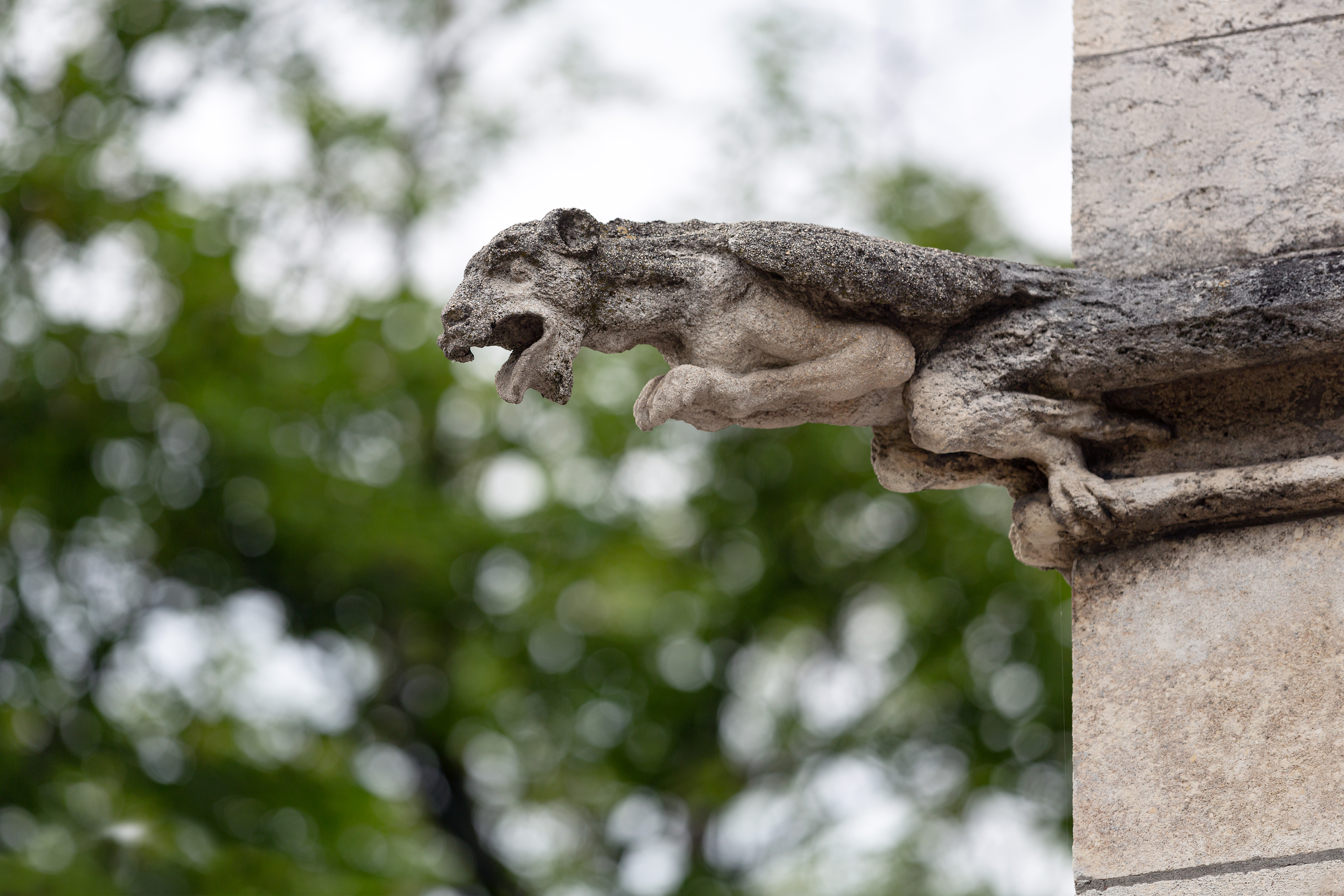
Gárgola en la iglesia de St Albano

La iglesia de St. Albano está diseñada como una iglesia inglesa tradicional por Arthur Blomfield, quien diseñó varias iglesias parroquiales en Gran Bretaña y recibió la Royal Gold Medal del Royal Institute of British Architects en 1891. Está construida en estilo neogótico inspirado en el estilo inglés temprano, también conocido como Lancet Gothic.
La iglesia está construida con piedra caliza de Faxe al sur de Copenhague, pedernal tallado de Stevns y piedra de Åland para la aguja. El uso destacado del pedernal como material de construcción, inusual en Dinamarca, es otro rasgo típico de Inglaterra, donde se ve comúnmente en los edificios de las iglesias en el sur del país, particularmente en Anglia Oriental. Las tejas del techo son de Broseley en Shropshire.
La torre contiene quince campanas tubulares. No se consideró lo suficientemente fuerte como para soportar las campanas normales, y el Príncipe de Gales regaló un juego de ocho cuando se construyó la iglesia. Estas pueden tocarse manualmente en un marco Ellacombe, en el que el músico tira de una cuerda para la campana correspondiente. En 2013 el Príncipe de Gales contribuyó a un nuevo fondo que permitió instalar otras siete campanas y que las quince se toquen automáticamente por ordenador. Cada cuarto de hora, las 80 rejillas (dos conjuntos de diez en cada cara) se abren mientras las campanas tocan un cuarto de hora, y después de tocar la hora tocan una melodía de himno. Las campanas originales son de la firma inglesa Harringtons, al igual que las siete adicionales, que fueron desechadas por la Iglesia de la Santísima Trinidad de Oswestry, y se volvieron a afinar para adaptarlas. El sistema de toque es de la empresa holandesa Petit & Fritsen, que construye en el sur del país, especialmente en Anglia Oriental.

## Mobiliario
Muchos de los elementos del inventario y del mobiliario de la iglesia fueron donados, como los azulejos del suelo y el zócalo, que son de Campbell Tile Co. y los bancos de madera de roble tallada, que fueron un regalo de Thomas Cook and Son. El retablo, el púlpito y la pila bautismal fueron donados por Doulton, Lambeth, Londres, un importante fabricante de gres y cerámica. Por primera vez, todos ellos fueron realizados en terracota con detalles esmaltados en sal. Fueron diseñados por el artista George Tinworth.

El órgano de la iglesia fue fabricado por JW Walker &amp; Sons Ltd y está ubicado en el coro en el crucero sur. Fue renovado en 1966 por la misma empresa.

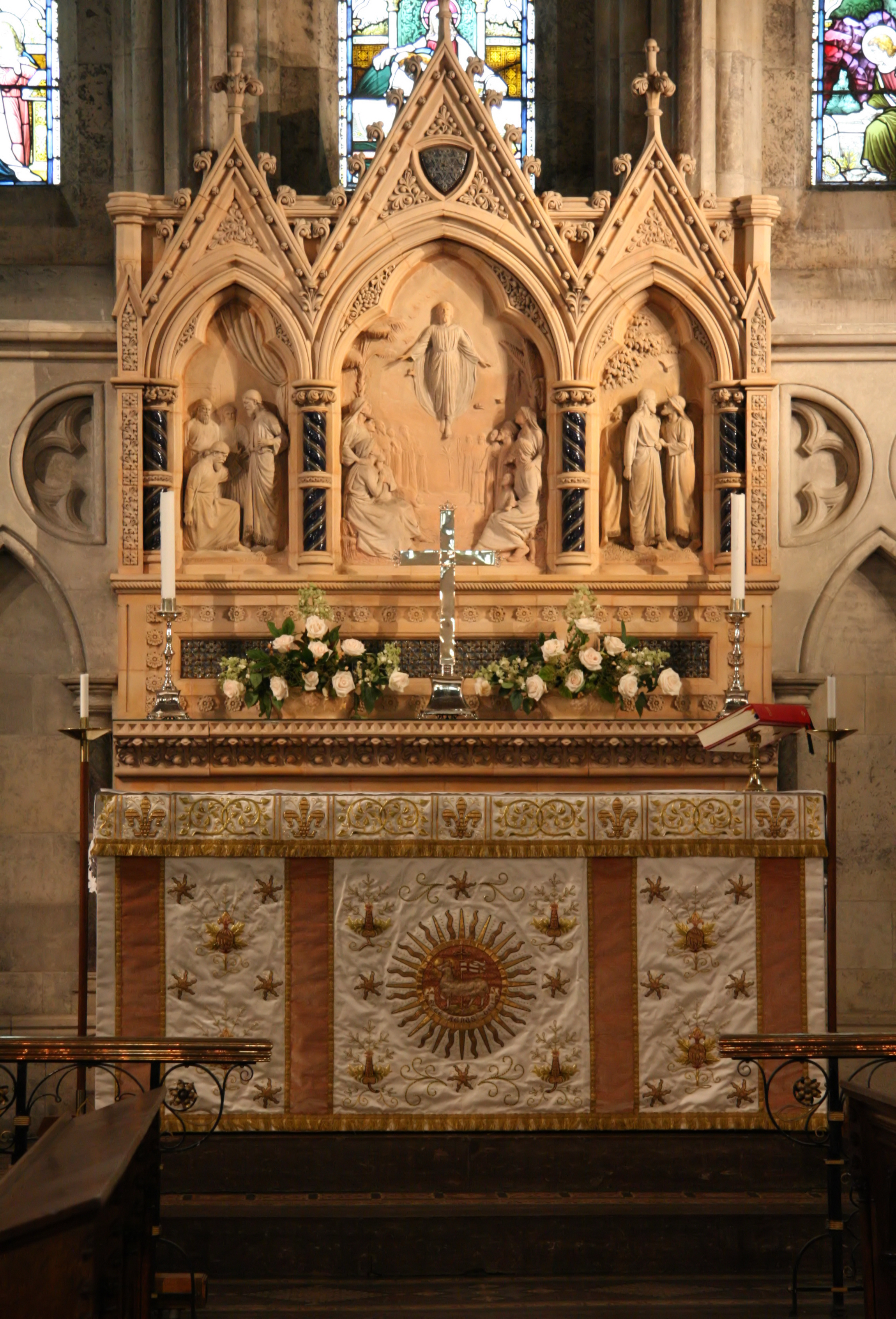
El altar
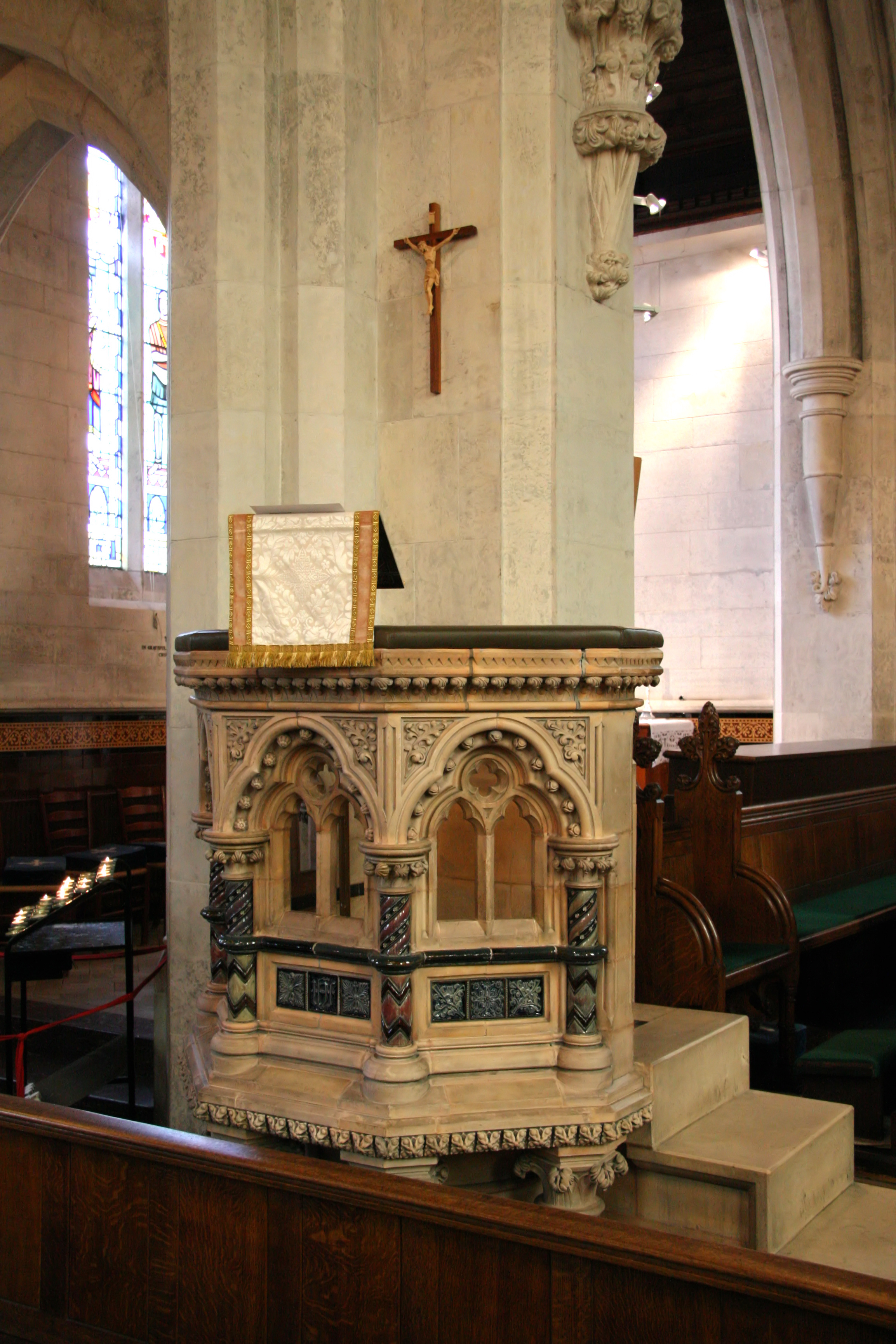
El púlpito
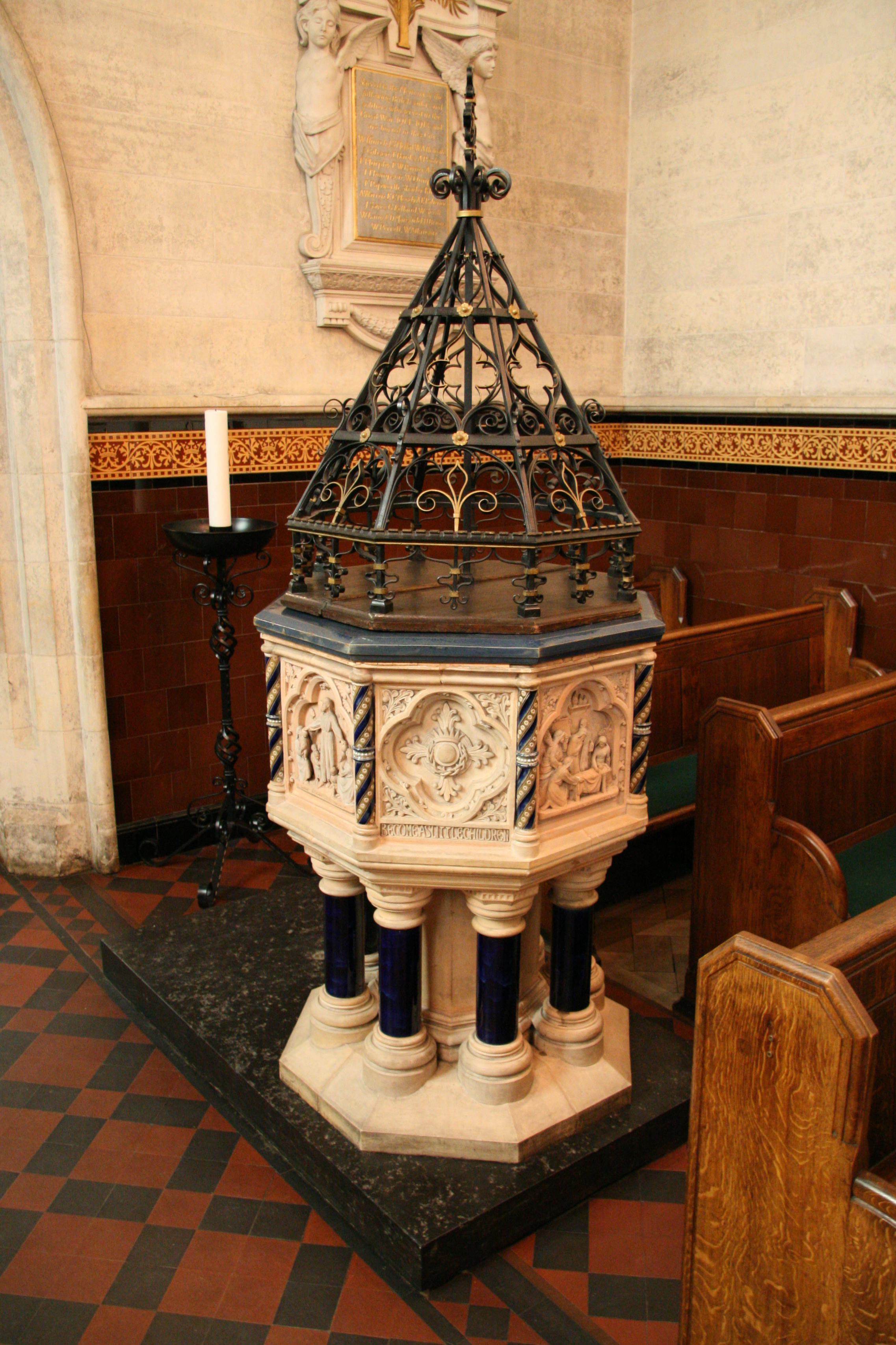
La fuente
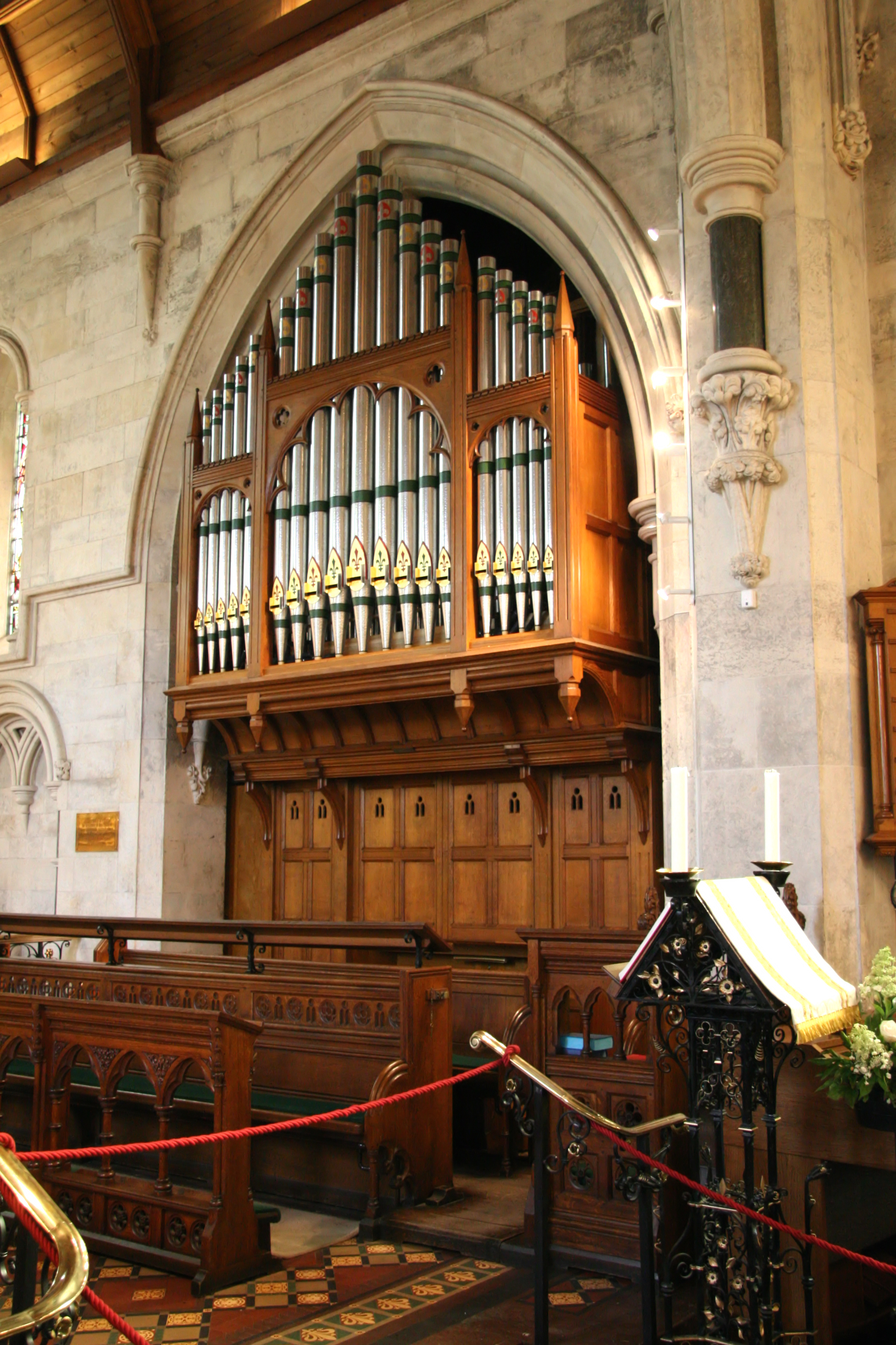
El organo